# Consiglio di Stato provvisorio
Il Consiglio provvisorio dello Stato di Israele (in ebraico: מועצת המדינה הזמנית, Moetzet HaMedina HaZmanit) fu la legislatura provvisoria di Israele poco prima dell'indipendenza fino all'elezione della prima Knesset nel gennaio 1949. Prese il posto del Consiglio privato di sua maestà, attraverso il quale il governo britannico aveva legiferato per il Mandato della Palestina.

## Storia
Il Consiglio di stato provvisorio è stato istituito come Moetzet HaAm (מועצת העם, Consiglio popolare) il 12 aprile 1948 in preparazione dell'indipendenza poco più di un mese dopo. C'erano 37 membri che rappresentavano tutti i lati dello spettro politico ebraico, dai revisionisti ai comunisti. Un corpo separato, il Minhelet HaAm è stato creato come proto-gabinetto, i cui membri erano anche membri del Moetzet HaAm.
Il 14 maggio alle 13:50, il Moetzet HaAm si è incontrato al palazzo del Fondo Nazionale Ebraico a Tel Aviv per votare sul testo della Dichiarazione d'indipendenza israeliana. Nonostante i disaccordi su questioni come i confini e la religione, è stato approvato all'unanimità e la riunione si è conclusa alle 15:00, un'ora prima che la dichiarazione fosse presa. I 37 membri erano quelli che hanno firmato la dichiarazione.
Dopo l'indipendenza, l'organismo è stato ribattezzato Consiglio di Stato provvisorio. L'ultimo incontro si è tenuto il 3 febbraio 1949, dopodiché è stato sostituito dall'Assemblea costituente eletta democraticamente. L'Assemblea Costituente si riunì per la prima volta il 14 febbraio e due giorni dopo si dichiarò la prima Knesset.
Chaim Weizmann, è stato capo di Israele de facto, fino a quando fu eletto presidente nel febbraio 1949.

## Membri
| Partito                                         | Seggi | Membri |
| ----------------------------------------------- | ----- | --- |
| Mapai                                           | 10    | David Ben-Gurion, Meir Argov, Yitzhak Ben-Zvi, Eliyahu Dobkin, Eliezer Kaplan, Avraham Katznelson, Golda Meir, David Remez, Mordechai Shatner, Moshe Sharett |
| Sionisti Generali                               | 3     | Daniel Auster, Eliyahu Berligne, Peretz Bernstein |
| Hatzohar                                        | 3     | Herzl Rosenblum, Zvi Segal, Ben-Zion Sternberg |
| Mapam                                           | 3     | Mordechai Bentov, Zvi Luria, Aharon Zisling |
| Mizrachi                                        | 3     | Wolf Gold, Yehuda Leib Maimon, David-Zvi Pinkas |
| Partito della Nuova Aliya/ Partito Progressista | 3     | Avraham Granot, Moshe Kol, Pinchas Rosen |
| Agudat Yisrael                                  | 2     | Meir David Loewenstein, Yitzhak Meir Levin |
| Hapoel HaMizrachi                               | 2     | Haim-Moshe Shapira, Zerach Warhaftig |
| Poalei Agudat Yisrael                           | 1     | Kalman Kahana |
| Ahdut HaAvoda - Poale Zion                      | 1     | Berl Repetur |
| Lavoratori di Sion                              | 1     | Nahum Nir |
| Partito Comunista Palestinese/Maki              | 1     | Meir Vilner (rimpiazzato da Shmuel Mikunis a seguito dell'indipendenza)                                                                                      |
| Comunità Sefardite e Orientali                  | 1     | Bechor-Shalom Sheetrit |
| WIZO                                            | 1     | Rachel Cohen-Kagan |
| Associazione Yemenita                           | 1     | Saadia Kobashi |
| Indipendente                                    | 1     | Yitzhak Gruenbaum |